# 法国—西班牙关系
法国和西班牙是相邻的两国，彼此以比利牛斯山脉为边界。两國都是欧洲联盟的成员国，以欧元为货币，且同時是北约和拉丁联盟的成员。
作为两个在近世早期最强大的王权国家，法国和西班牙曾进行长达24年的战争（法国-西班牙战争），直到1659年两国签署比利牛斯條約。该条约规定了两国与費桑島的关系为两国共管(包括安道爾)，其对每国轮流效忠六个月。